# Judah P. Benjamin
Judah Philip Benjamin (Saint Croix, Illes Verges, 1811 - París, França, 1884), fou un polític sudista.
D'origen jueu, el 1825 estudià dret a Yale i es va fer ric com a plantador de sucre. Fou el primer jueu escollit senador dels EUA (1852-1860), on va defensar l'esclavatge. Quan s'acordà la secessió, el 1861 fou nomenat fiscal general dels Estats Confederats d'Amèrica, més tard secretari de guerra i el 1862 secretari d'estat. En acabar la guerra es negà a jurar lleialtat als Estats Units i marxà a la Gran Bretanya, on exercí d'advocat i el 1872 fou nomenat conseller de la Reina.